# Airalo
Airalo یک بازار eSIM است. آن eSIM را برای بیش از 200 کشور و منطقه در سرتاسر جهان در اختیار مسافران قرار می‌دهد و به آنها دسترسی به اینترنت فوری در خارج از کشور را ارائه می‌دهد. از تاریخ 31 مارس 2024، برنامه Airalo بیش از 10 میلیون کاربر دارد و در اپ استور و فروشگاه گوگل پلی به 53 زبان در دسترس می‌باشد.

## تاریخچه
Airalo یک استارت‌آپ مستقر در ایالات متحده است که در سال 2019 توسط آبراهام بوراک و بهادر اوزدمیر بنیانگذاری شد. هدف آنان دسترسی مسافران به اتصال فوری، مقرون به صرفه و جهانی از طریق تکنولوژی eSIM است.
آبراهام و بهادر کارآفرینان کوچرو دیجیتالی هستند که محدودیت‌های اتصال در سفر را از نزدیک تجربه نمودەاند. فناوری eSIM فرصتی را برای ارائه یک جایگزین مقرون به صرفه و قابل دسترس برای مسافران فراهم نمود.
در سال 2019، Airalo مبلغ 1.9 میلیون دلار در بودجه بذر از Antler و Sequoia Capital صندوق بذر Surge هند تامین مالی کرد. در سال 2021، 5 میلیون دلار سرمایه را در سری A به دست آورد. و در سال 2023، 60 میلیون دلار در دوره مالی سری B به دست آورد. e&Capital، بازوی سرمایه‌گذاری e& (که بیشتر به عنوان Etisalat حامل مستقر در امارات متحده عربی شناخته می‌شود)، با مشارکت استارت‌آپ "ژنراتور" عمده سرمایه گذاری خود را بر روی Antler Elevate، Liberty Global، Rakuten Capital، Singtel Innov8، Surge (صندوق اولیه که توسط Peak XV تامین مالی می‌شود، که قبلاً به عنوان Sequoia Capital India و SEA شناخته می‌شد)، Orange، T Capital ، (بازوی سرمایه گذاری Deutsche Telecom)، KPN Venture،Telefónica Ventures و I2BF Global Ventures متمرکز نمود.